# Clostera inornata
Clostera inornata är en fjärilsart som beskrevs av Berthold Neumoegen 1882. Clostera inornata ingår i släktet Clostera och familjen tandspinnare. Inga underarter finns listade i Catalogue of Life.